# Rheum turkestanicum
Rheum turkestanicum là một loài thực vật có hoa trong họ Rau răm. Loài này được Janisch. miêu tả khoa học đầu tiên.